# Фондако Мота (Месина)
Фондако Мота је насеље у Италији у округу Месина, региону Сицилија.
Према процени из 2011. у насељу је живело 151 становника. Насеље се налази на надморској висини од 237 м.